# نور زهير جاسم
نور زهير جاسم المظفر رجل أعمال عراقي، ورئيس شركة المبدعون وشركة القانت للخدمات النفطية، وزعيم حزب حركة الرواد والمتهم الرئيسي بقضية سرقة الأمانات الضريبية المعروفة بـ«سرقة القرن».

## سرقة القرن
في 2022، أعلن عن فقدان أكثر من 3 تريليون دينار عراقي (2.5 مليار دولار)، من الأمانات الضريبية، عن طريق ائتلاف مكون من 5 شركات نفطية بواسطة صكوك وهمية.
على إثر ذلك صدر أمر بالقبض على مسؤلين مقربين من رئيس الوزراء مصطفى الكاظمي، وهم وزير المالية علي علاوي، ومدير مكتب رئيس الوزراء رائد جوحي وآخرين.
وفي 24 أكتوبر 2022 قُبض على نور زهير، كونه يرأس مجلس إدارة إحدى الشركات المتورطة في القضية، ثم أطلق سراحه لاحقًا، بعد إعلان رئيس الوزراء محمد شياع السوداني عن استعادة 5% من المبلغ، مقابل تعهد نور زهير بتسليم كامل المبالغ المسروقة خلال أيام.

## محاكمته
حددت محكمة مكافحة الفساد يوم 14 أغسطس 2024 موعدًا لمحاكمة نور زهير، إلا إن المحاكمة أُجلت إلى 27 أغسطس من العام نفسه بسبب عدم حضور المتهم.
قبل المحاكمة ظهر نور زهير في مقابلة تلفزيونية مع قناة الشرقية العراقية، دافع خلالها من نفسه متهمًا، نائبًا لم يذكر إسمه بمحاولة ابتزازه وعنى بذلك النائب (مصطفى سند) وذكر كذلك أن "سرقة القرن" ليست سوى "كذبة القرن"، وأن جميع الأموال المتهم بسرقتها دققت، وهي مستحقات أتعابه، وتعهد بمقاضاة الأطراف التي تتهمه بالسرقة في المحاكم الدولية.
وفي 24 آب/ أغسطس ظهر زهير في مقطع فيديو متوشحًا بدماءه مدعيًا تعرضه لحادث سير في لبنان، ليستخدم ذلك كعذر للتغيب عن المحاكمة، وقد أفادت السلطات اللبنانية بزيف هذا الادعاء وأنه مجرد تمثيلية.
وفي موعد المحاكمة الجديد غاب زهير أيضًا، فصدرت بحقه مذكر قبض جديدة، بمعية النائب هيثم الجبوري المتهم بشراكته.
في 25 تشرين الثاني/نوفمبر 2024 صدر بحقه حكم غيابي بالسجن لمدة 10 سنوات، والسجن 6 سنوات لرائد جوحي، و3 سنوات لهيثم الجبوري.